# Opale (comics)
Pour les articles homonymes, voir Opale (homonymie).
Karla Sofen, alias Opale (« Moonstone »), Meteorite et Ms. Marvel, est une super-vilaine et une anti-héroïne évoluant dans l'univers Marvel de la maison d'édition Marvel Comics. Créé par le scénariste Marv Wolfman et le dessinateur Frank Robbins, le personnage de fiction apparaît brièvement pour la première fois dans le comic book Captain America (vol. 1) #192 en décembre 1975 puis complètement dans The Incredible Hulk #228 en octobre 1978.

## Biographie du personnage

### Origines
Née à Van Nuys en Californie, Karla Sofen est la fille de Karl Sofen, le jardinier d'un riche producteur hollywoodien, Charles Stockbridge. Quand son père meurt, sa mère doit prendre trois emplois pour lui permettre d'aller à l'université, et Karla jure de ne jamais devoir faire comme elle. Elle devient psychologue mais, attirée par l'argent, elle se lance dans le crime en tant qu'assistante du Docteur Faustus.
Apprenant l'existence du premier Moonstone (Lloyd Bloch), elle devint son médecin et le manipula pour qu'il rejette la source de ses pouvoirs, une gemme extra-terrestre, qu'elle absorba, devenant alors la super-vilaine Opale.
Elle travailla pendant quelque temps pour la Corporation, manipulant Hulk. Elle partit sur la Lune à la recherche d'autres fragments de l'Opale, quand elle fut recrutée par Tête d'Œuf chez ses Maîtres du Mal. Elle garda son poste quand le Baron Zemo lui succéda. Pourtant, elle décida un beau jour d'arrêter sa carrière criminelle et se rendit aux autorités.

### Chez les Thunderbolts
Quand Zémo forma les Thunderbolts, il la libéra de la Voûte et lui donna l'identité de Météorite. C'est elle qui fit rentrer la jeune Jolt dans l'équipe, devenant à la fois une sorte de tutrice pour la jeune fille et de leader pour le groupe. Quand Zémo dévoila la véritable intention du groupe, elle s'opposa à lui et à son sbire, Techno. Vainqueurs, ils furent par inadvertance transportés dans une autre dimension à la fin du combat.
À leur retour, elle et son équipe affrontèrent Graviton. Par la suite, Œil de Faucon entra dans l'équipe, et elle lui laissa le commandement. Quand les Thunderbolts affrontèrent les Maîtres du Mal de Crimson Cowl, elle trahit ses amis mais se reprit soudainement et les aida à vaincre les super-vilains. Quelques semaines après, Graviton fit son retour, faisant de San Francisco une île volante, et capturant les Thunderbolts. Graviton offrit à Opale un trône pour qu'ils gouvernent le monde mais elle l'humilia.
Durant une mission contre l'Empire Secret, elle eut une liaison avec Clint Barton et commença à être réveillée toutes les nuits par des cauchemars. Jolt fut tuée par Scourge et sa mort affecta terriblement Karla. Quand Citizen V demanda l'aide des Thunderbolts pour vaincre sa propre équipe de renégats, le V-Batallion, Karla fuit le combat et disparut.
Elle partit sur la Lune, à la recherche de ce qui lui manquait. Elle y trouva l'Intelligence Suprême des Krees. Il lui révéla que l'opale mystique était un morceau de la Pierre de Vie Kree, qui avait servi à donner des pouvoirs aux Gardiens de la Galaxie plusieurs siècles avant. La femme qui hantait ses rêves n'était autre que l'ancienne héroïne porteuse de la pierre.
Avec l'aide de Captain Marvel (Monica Rambeau) et de ses camarades, elle partit sur Titan, où Mentor tenta d'extraire la pierre. Mais après avoir discuté avec Karla, il lui laissa la pierre, effaçant les souvenirs de l'ancienne porteuse, et ne la laissant qu'avec sa propre volonté, pour faire le bien ou non.
L'équipe retourna sur Terre pour trouver Jolt en vie. Elle découvrit que Scourge était manipulé par Henry Gyrich (en) (lui aussi l'étant) et affronta les Redeemers. Pour les remercier d'avoir sauvé le monde, Valerie Cooper leur offrit l'amnistie.
Karla Sofen fut bientôt contactée par Graviton qui l'engagea comme conseillère. Il tomba très vite amoureux d'elle et massacra les Redeemers, piégeant aussi tous les super-héros. Opale quitta finalement Graviton, qui fit exploser son pouvoir, propulsant les Thunderbolts sur la Contre-Terre. Elle y trouva un autre fragment de la Pierre de Vie et augmenta ses pouvoirs.
À son retour sur Terre, elle fut prise en chasse par les Vengeurs et ses anciens camarades. Zémo lui vola ses opales et la laissa dans un état comateux. Quelque temps plus tard, elle sortit du coma et retrouva ses pierres. Elle devint le nouveau leader des Thunderbolts, sponsorisés par le gouvernement. C'est en fait Norman Osborn qui la força à prendre ce poste.

### Membre des Dark Avengers
À la fin de l'Invasion Secrète des Skrulls, Tony Stark fut renvoyé de son poste et le SHIELD démantelé. Ayant beaucoup de contacts au sein du gouvernement, Osborn en profita et forma le HAMMER, pour remplacer le SHIELD. Il en prit le commandement, et de ce fait, devint aussi directeur des Vengeurs. Tous les membres quittèrent alors le célèbre groupe de super-héros, devenu équipe fédérale de NYC par le projet Initiative. Miss Marvel (Carol Danvers) refusa de continuer à diriger l'équipe, et Osborn demanda à Opale de prendre l'identité de l'héroïne, toutes deux se ressemblant physiquement.
À la chute de Norman Osborn, Sofen fut arrêtée et emprisonnée. Dans un plan de réinsertion, on lui proposa de faire partie des Thunderbolts, sous la supervision de Luke Cage, ce qu'elle accepta.

## Pouvoirs et capacités
Les pouvoirs d'Opale lui viennent de la pierre qu'elle porte en elle, une gemme de gravité. Sa force physique et son endurance sont augmentés par la pierre.
En complément de ses pouvoirs, Karla Sofen est une psychologue compétente sachant très bien manipuler les gens troublés psychologiquement.
- Opale se sert de l'énergie générée par la pierre pour voler, devenir intangible et émettre des rafales d'énergie gravitationnelle.
- Elle peut aussi créer de puissant flashs lumineux pour aveugler ses adversaires.
- Quand elle utilise deux pierres en même temps, elle peut alors contrôler la gravité (pour écraser ou soulever ses ennemis) et manipuler la matière, créer des champs de force ou au contraire de l'espace vide (comme un mini trou noir) qui peut téléporter de la matière organique.